# Diocèse de Minorque
Le diocèse de Minorque (en latin : dioecesis Minoricensis ; en catalan : diòcesi de Menorca ; en espagnol : diócesis de Menorca) est une église particulière de l'Église catholique en Espagne. Érigé au Ve siècle, il est un des diocèses historiques de l'archipel des îles Baléares. Couvrant l'île de Minorque, son siège est à Ciutadella de Menorca. Suffragant de l'archidiocèse métropolitain de Valence, il relève de la province ecclésiastique de Valence.

## Territoire
Le diocèse couvre l'île de Minorque. Elle comprend les huit municipalités de l'île, à savoir : Alaior, Es Castell, Ciutadella de Menorca, Ferreries, Maó, Es Mercadal, Es Migjorn Gran et Sant Lluís.

## Subdivisions
Le diocèse est divisé en dix-neuf paroisses réparties entre trois archiprêtrés.

## Histoire
Ce diocèse a été érigé au Ve siècle, il est abandonné en 798 du fait de la conquête musulmane.
En 418, l'évêque Sévère détruit la synagogue de Minorque et convertit de force les 500 juifs de l'île, malgré la désapprobation des autres évêques.
Par la bulle  Ineffabilis Dei du 23 juillet 1795, le pape Pie VI rétablit le diocèse.

## Évêques

### DuVesiècleauVIIIesiècle
- Sévère

### Depuis 1795
- 1797-1802 : Antonio Vila Campos
- 1802-1814 : Pedro Antonio Juano
- 1815-1820 : Santiago Creus Martí
- 1824-1831 : Antonio Ceruelo Sanz
- 1831-1844 : Juan Antonio Díez Merino, OP
- 1852-1857 : Tomás Roda Rodríguez
- 1857-1875 : Mateo Jaume Garau
- 1875-1890 : Manuel Mercader y Arroyo
- 1890-1896 : Juan Comes y Vidal
- 1896-1901 : Salvador Castellote y Pinazo
- 1902-1939 : Juan Torres Ribas
- 1939-1967 : Bartolomé Pascual Marroig
- 1968-1977 : Miguel Moncadas Noguera
- 1977-1990 : Antonio Deig Clotet
- 1991-1999 : Francesc-Xavier Ciuraneta Aymí
- 2001-2008 : Juan Piris Frígola
- 2009-2015 : Salvador Giménez Valls
- octobre 2016-3 janvier 2022 : Francisco Simón Conesa Ferrer
- depuis le 14 février 2023 : Gerard Villalonga (es)